# Acrochaeta adusta
Acrochaeta adusta är en tvåvingeart som beskrevs av Lindner 1949. Acrochaeta adusta ingår i släktet Acrochaeta och familjen vapenflugor. Inga underarter finns listade i Catalogue of Life.